# パウロ・ブランコ
パウロ・ブランコ（Paulo Branco、1950年6月3日 - ）は、ポルトガルの映画プロデューサーである。

## 経歴
1950年6月3日、リスボンに生まれた。ラウル・ルイス、マノエル・ド・オリヴェイラ、ヴィム・ヴェンダースなどの監督作品を製作している。2011年、第64回ロカルノ国際映画祭の審査委員長を務めた。

## フィルモグラフィー
特記のない作品は製作を担当。

### 長編映画
- 白い町で Dans la ville blanche （1983年）
- アルマ橋で目覚めた男 L'Éveillé du pont de l'Alma （1985年）
- メーヌ・オセアン Maine Océan （1986年）
- 冬の子供 L'Enfant de l'hiver （1989年）
- ローズヒルの女 La Femme de Rose Hill （1989年）
- ノン、あるいは支配の空しい栄光 Non, ou a Vã Glória de Mandar （1990年）
- アブラハム渓谷 Vale Abraão （1993年）
- 階段通りの人々 A Caixa （1994年）
- リスボン物語 Lisbon Story （1994年）
- 溶岩の家 Casa de Lava （1994年）
- メフィストの誘い O Convento （1995年）
- 彷徨う心 Le Cœur fantôme （1996年）
- 男と女と男 Pour rire ! （1996年）
- 三つの人生とたった一つの死 Trois vies et une seule mort （1996年）
- Transatlantique (大西洋の向こう側で) Transatlantique （1996年）
- アジアの瞳 Os Olhos da Ásia （1996年）
- 犯罪の系譜 Généalogies d'un crime （1997年）
- 世界の始まりへの旅 Viagem ao Princípio do Mundo （1997年）
- 骨 Ossos （1997年）
- 倦怠 L'Ennui （1998年）
- 見出された時-「失われた時を求めて」より- Le Temps retrouvé （1999年）
- ヌーヴェル・イヴ La Nouvelle Ève （1999年）
- クレーヴの奥方 La lettre （1999年）
- 女写真家ソフィー La Fidélité （2000年）
- 囚われの女 La Captive （2000年）
- 四人の遭難 Tarde Demais （2000年）
- これが私の肉体 Ceci est mon corps （2001年）
- シダリア Ganhar a Vida （2001年）
- 黒い海岸 La Plage noire （2001年）
- 家路 Je rentre à la maison （2001年）
- わが幼少時代のポルト Porto da Minha Infância （2001年）
- 家宝 O Princípio da Incerteza （2002年）
- 永遠の語らい Um Filme Falado （2003年）
- ラクダと針の穴 Il est plus facile pour un chameau... （2003年）
- THE LAST DAY Le Dernier Jour （2004年）
- ジョルジュ・バタイユ ママン Ma mère （2004年）
- パリの中で Dans Paris （2006年）
- カウントダウン 9.11 Quelques jours en septembre （2006年）
- 愛のうた、パリ Les Chansons d’amour （2007年）
- アンナと過ごした4日間 Cztery noce z Anną （2008年）
- ミステリーズ 運命のリスボン Mistérios de Lisboa （2010年）
- 皇帝と公爵 Linhas de Wellington （2012年）
- コズモポリス Cosmopolis （2012年）
- 青の寝室 La Chambre bleue （2014年）
- アランフエスの麗しき日々 Les Beaux Jours d'Aranjuez （2016年）
- バスキア、10代最後のとき Boom for Real: The Late Teenage Years of Jean-Michel Basquiat （2017年） - 製作総指揮